# Elli Ylimaa
Elli Ylimaa (11 de junio de 1900 – 11 de mayo de 1982) fue una actriz teatral y cinematográfica finlandesa.

## Biografía
Su nombre completo era Ellen Johanna Linnanheimo, y nació en Turku, Finlandia.  
Aunque en sus inicios fue actriz aficionada, a partir de 1936 actuó en 40 producciones cinematográficas, varias de las cuales eran protagonizadas por su hermana, Regina Linnanheimo, y dirigidas por Teuvo Tulio.
Estuvo casada con el secretario editorial Toivo Oskar Ylimaa desde el año 1926. Su hermana mayor, Ragnhild Peitsalo, y su hermana menor, Rakel Linnanheimo, fueron también actrices.
Elli Ylimaa falleció en Helsinki, Finlandia en el año 1982.

## Filmografía (selección)
- 1936: Vaimoke
- 1938: Laulu tulipunaisesta kukasta
- 1946: Rakkauden risti
- 1946: Levoton veri
- 1947: Hedelmätön puu
- 1951: Gabriel, tule takaisin
- 1953: 2 hauskaa vekkulia